# Elijah Manangoi
Elijah Motonei Manangoi  (Narok, 5 de janeiro de 1993) é um atleta queniano corredor de meio-fundo, campeão mundial dos 1500 metros em Londres 2017. Ele também ganhou uma medalha de prata nesta prova no Mundial de Pequim 2015.